# Jaca Book
Jaca Book este o editură italiană cu sediul la Milano.

## Istoric

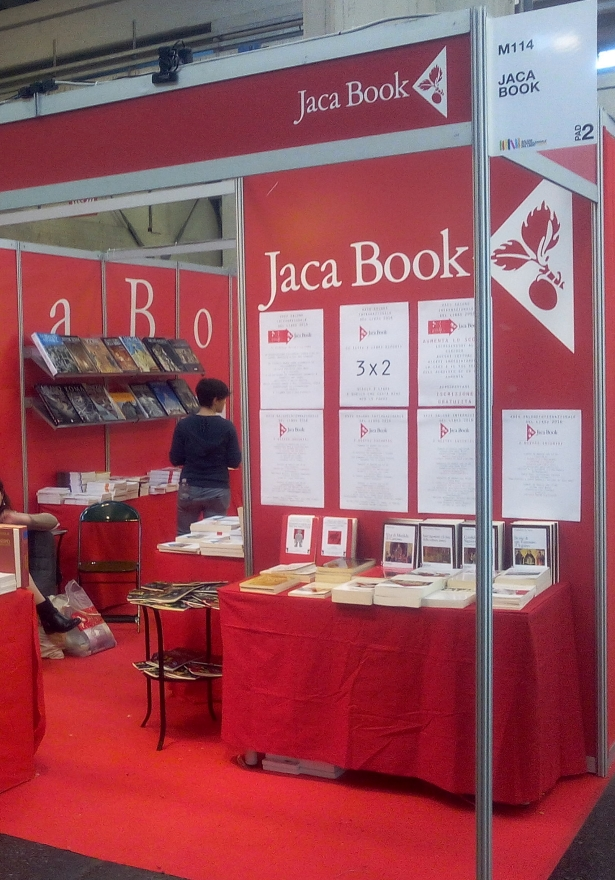
Standul editurii la Salonul internațional de carte din 2016

Editura a fost fondată în 1965 de către studenții Universității din Milano și și-a început activitatea în anul 1966. Printre fondatorii acesteia se află Sante Bagnoli, care mai este încă președinte al editurii, Maretta Campi și Paolo Mangini. Numele ei provine de la o plantă: jackfruit (din portugheză jaca), care a fost unit cu cuvântul englez book, pentru a indica tipul de activitate desfășurată.
Încă din primii ani s-a orientat către științele sociale, filozofia creștină, macroeconomie și teologie. În 1978 a început să publice revista culturală L'Umana Avventura.
Din 1980 a început să publice cărți despre istoria artei, arheologie, arhitectură, coeditate în general împreună cu cele mai importante edituri din străinătate. În acei ani, Jaca Book a inclus, de asemenea, în catalogul propriu cărți pentru copii în domeniul religiei, istoriei și științelor.
În 2002 Jaca Book a inaugurat seria Patrimonio artistico italiano, care documentează în cuvinte și imagini operele artistice ale principalele stiluri de la arta paleocreștină la arta barocă. În același an a primit premiul Alassio Centolibri - Un editore per l'Europa.

## Activitate
Jaca Book a publicat aproximativ 4.000 de titluri și 2.500 de autori, printre care se află filosofi ca Jacques Derrida (tradus pentru prima dată în limba italiană în 1968), Emmanuel Lévinas, Paul Ricœur, Carlo Sini; teologi ca don Giussani, episcopul Luigi Negri, cardinalul John Henry Newman și papa Benedict al XVI-lea, Henri de Lubac, Hans Urs von Balthasar, Inos Biffi; antropologi ai religiilor ca Mircea Eliade și cardinalul Julien Ries, paleoantropologi ca Yves Coppens și Fiorenzo Facchini, istorici ca Hubert Jedin, Jacques Heers, Giovanni Sale și gânditori ca Raimon Panikkar sau Pierre Teilhard de Chardin. În plus, aici au mai fost publicați scriitorul nigerian Wole Soyinka, scriitorii englezi C.S. Lewis și Robert Hugh Benson și scriitorul scoțian Bruce Marshall.
Editura publică, de asemenea, versiunea în limba italiană a revistei internaționale de teologie catolică Communio.

## Legături externe
- Site-ul oficial, pe jacabook.it.